# Земста

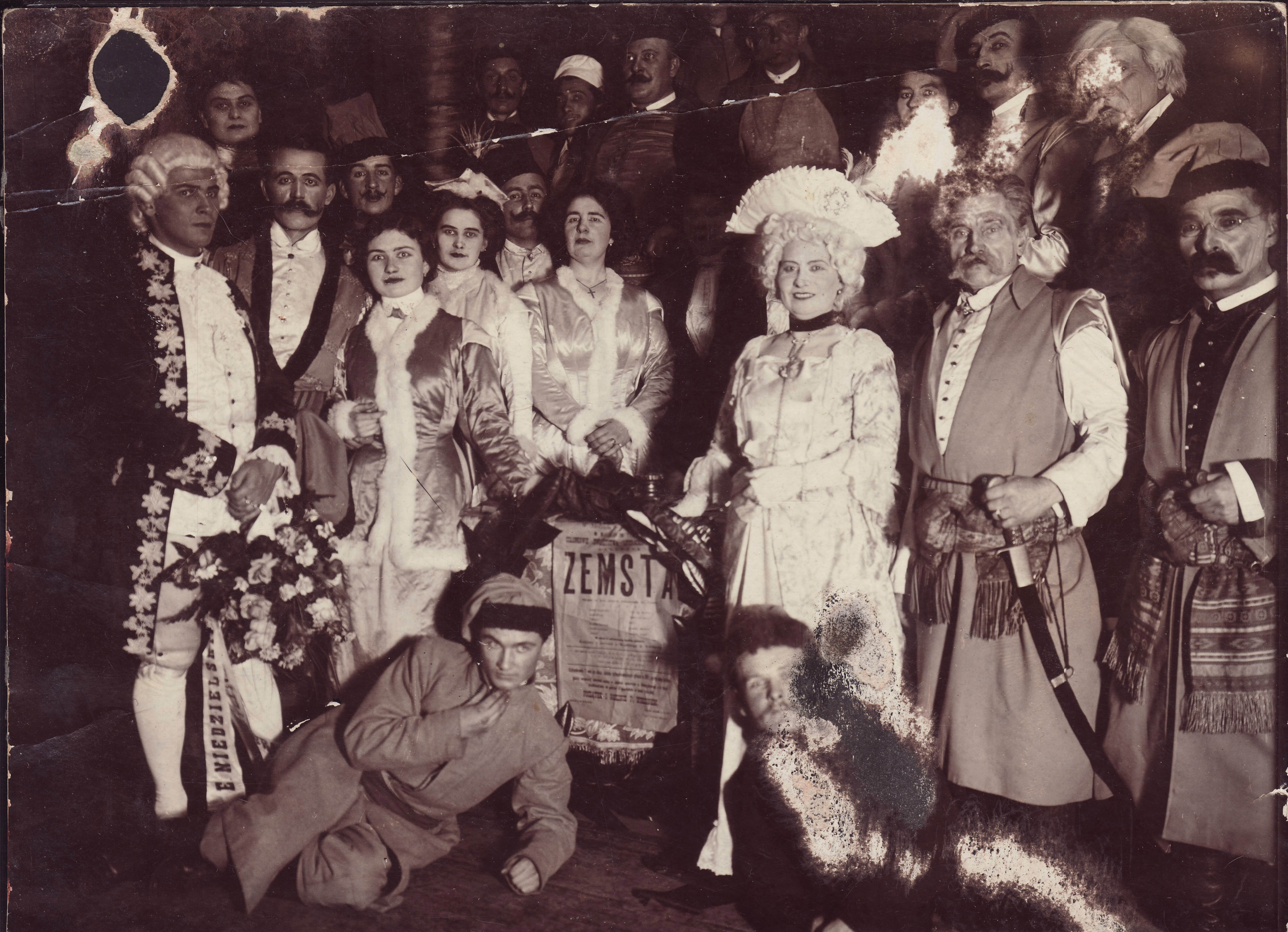
Актори п'єси «Земста» Олександра Фредро (бл. 1900)

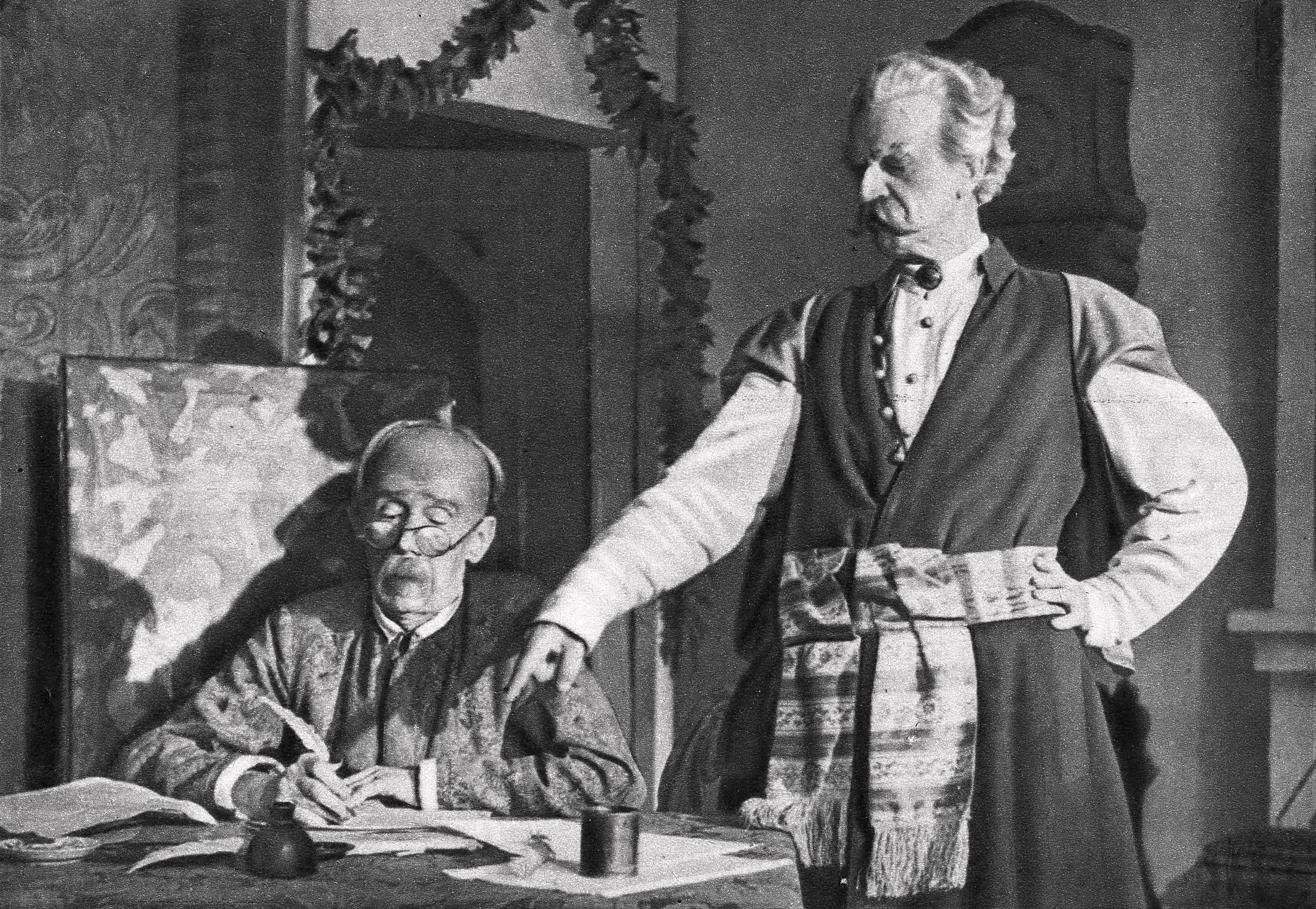
Людвік Сольський у ролі Диндальського (ліворуч) та Єжи Лещинський у ролі Чашника Мацея Раптусевича (праворуч) у виставі «Земста». Театр ім Юліуша Словацького в Кракові, режисер Теофіл Тшцінський (1948)

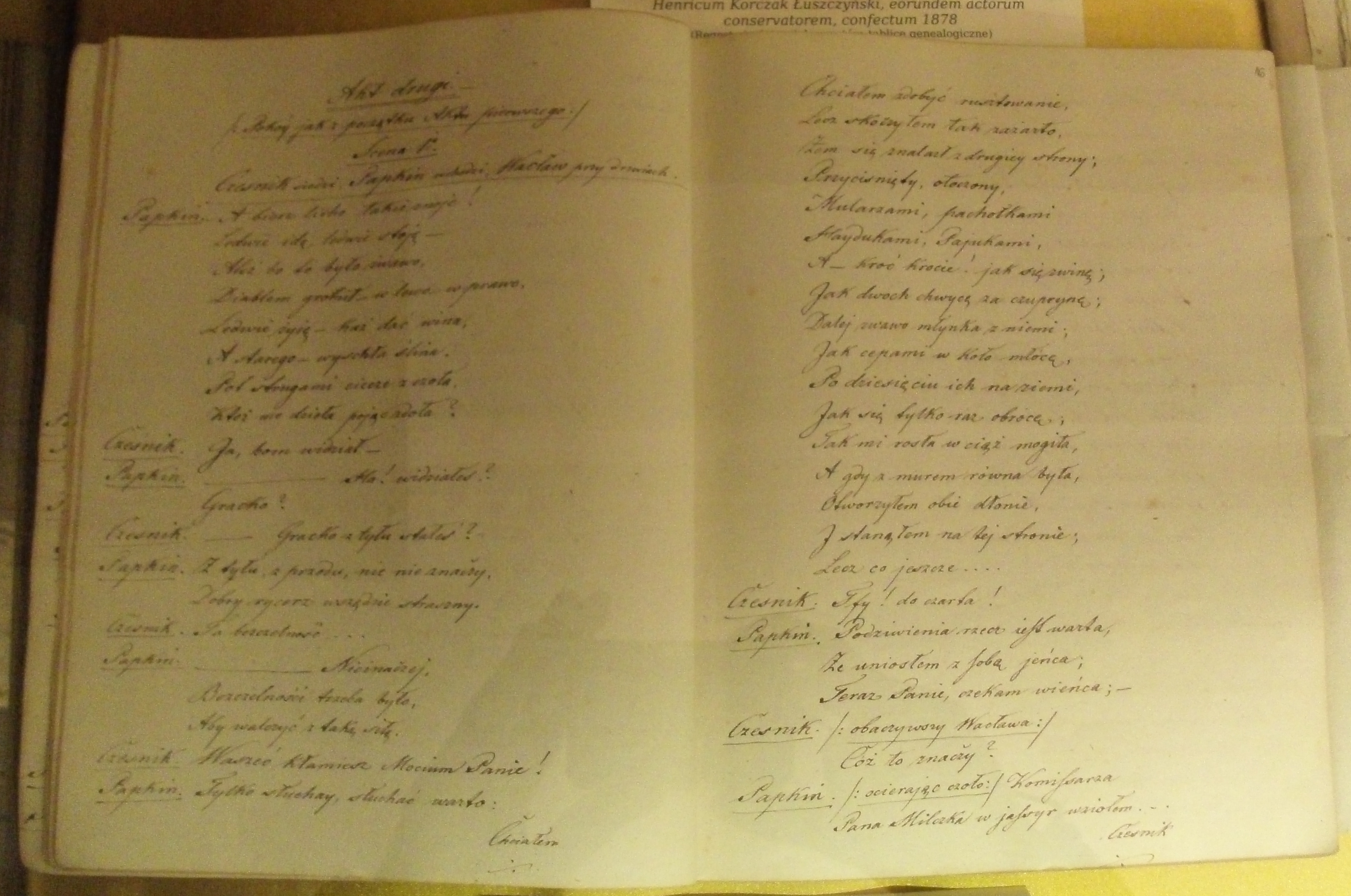
«Земста» — рукопис комедії Олександра Фредро в замку в Дзікуві

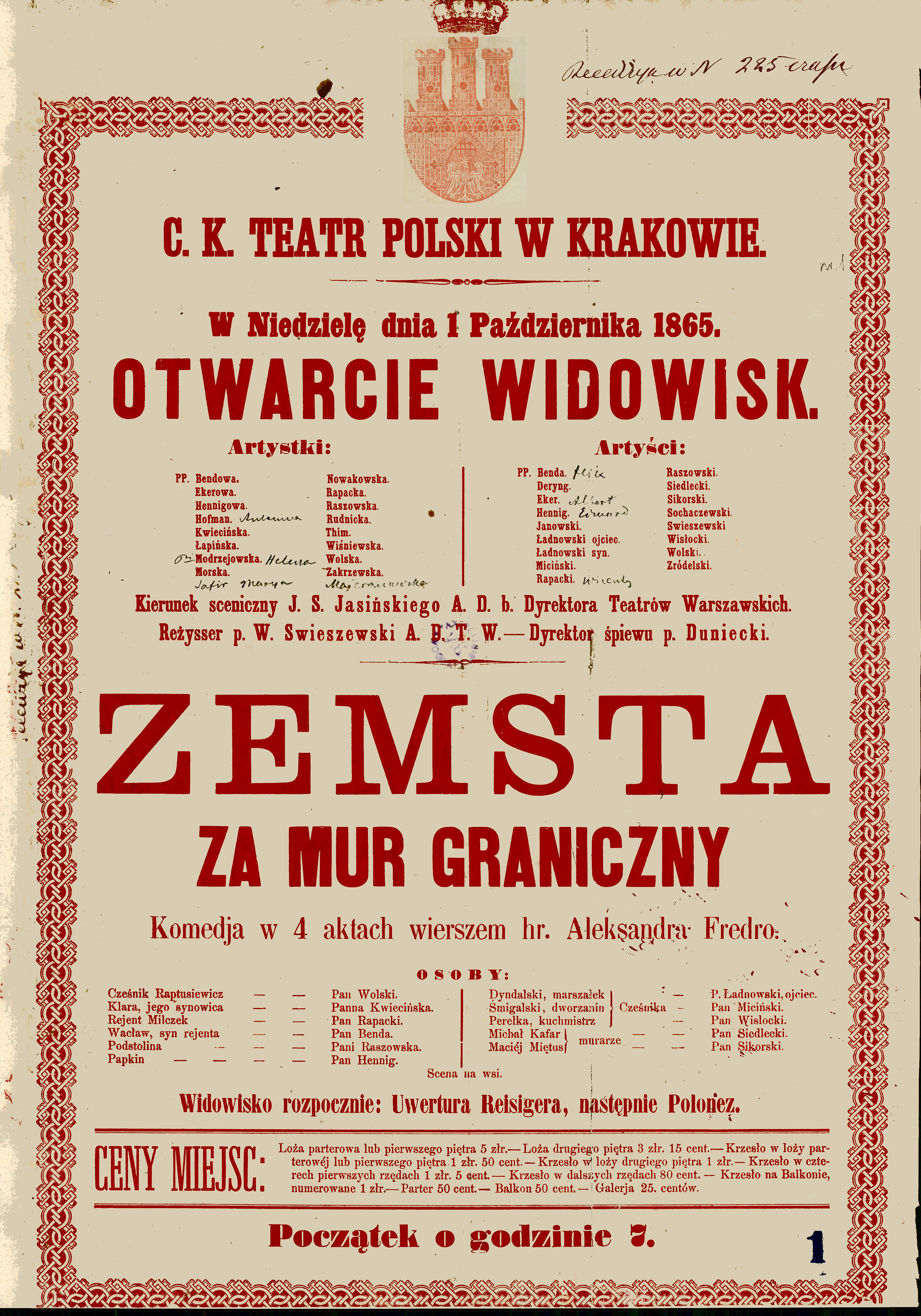
Афіша постановки комедії А. «Земста» Фредро в Кракові

Земста (Zemsta; «Помста») — комедія Олександра Фредро на чотири дії.
Точна дата створення картини невідома. На думку польського історика і теоретика літератури Євгеніуша Кухарського, вона могла бути побудована в 1832—1833 роках.
«Земста» вперше була опублікована 1838 року у Львові в томі V зібрання творів Фредро (стор. 93–220). Збережений рукопис твору (чорновий запис) зберігається в Національному інституті імені Оссолінських у Вроцлаві.
Світова прем'єра «Земсти» відбулася 17 лютого 1834 року у Львові в театрі Яна Непомуцена Камінського з Яном Непомуценом Новаковським у ролі Чашника та Віталісом Смоховським у ролі Реєнта. У Кракові п'єса була вперше поставлена 7 квітня 1839 року, а у Варшаві — 26 вересня 1846 року.

## Історія
Комедія була створена в 1833 році. Автора надихнув документ, знайдений ним в замку Каменець в лемківському селі Одриконь, який він отримав як посаг своєї дружини. Будівля належала двом ворогуючим родинам: Фірлеям (нижня частина замку) та Скотницьким (верхня частина). Пйотр Фірлей — віддалений прототип Чесника — дражнив Яна Скотницького — прототип Реєнта, за що той направив на його будівлі водостоки. Тоді Фірлей напав на його робітників, які ремонтували стіни верхнього замку, і знищив ринви. Скотницький подав на нього до суду і виграв справу, але їхню давню ворожнечу припинило лише весілля воєводи Миколая Фірлея і каштелянки Зофії Скотницької у 1630 році.
У першій версії рукопису Фредро помістив дію в XVII столітті (на це вказує дата 4 червня 1664 року, розміщена в заповіті Папкіна), а головними героями були: вередливий барон (пізніше Чесник), Келбік (Реєнт), пані Рублова (Підстоліна), Папкевич (Папкін). Лише в наступній версії рукопису з'явилися остаточні імена персонажів, а дія була перенесена приблизно на сто років пізніше.

## Час

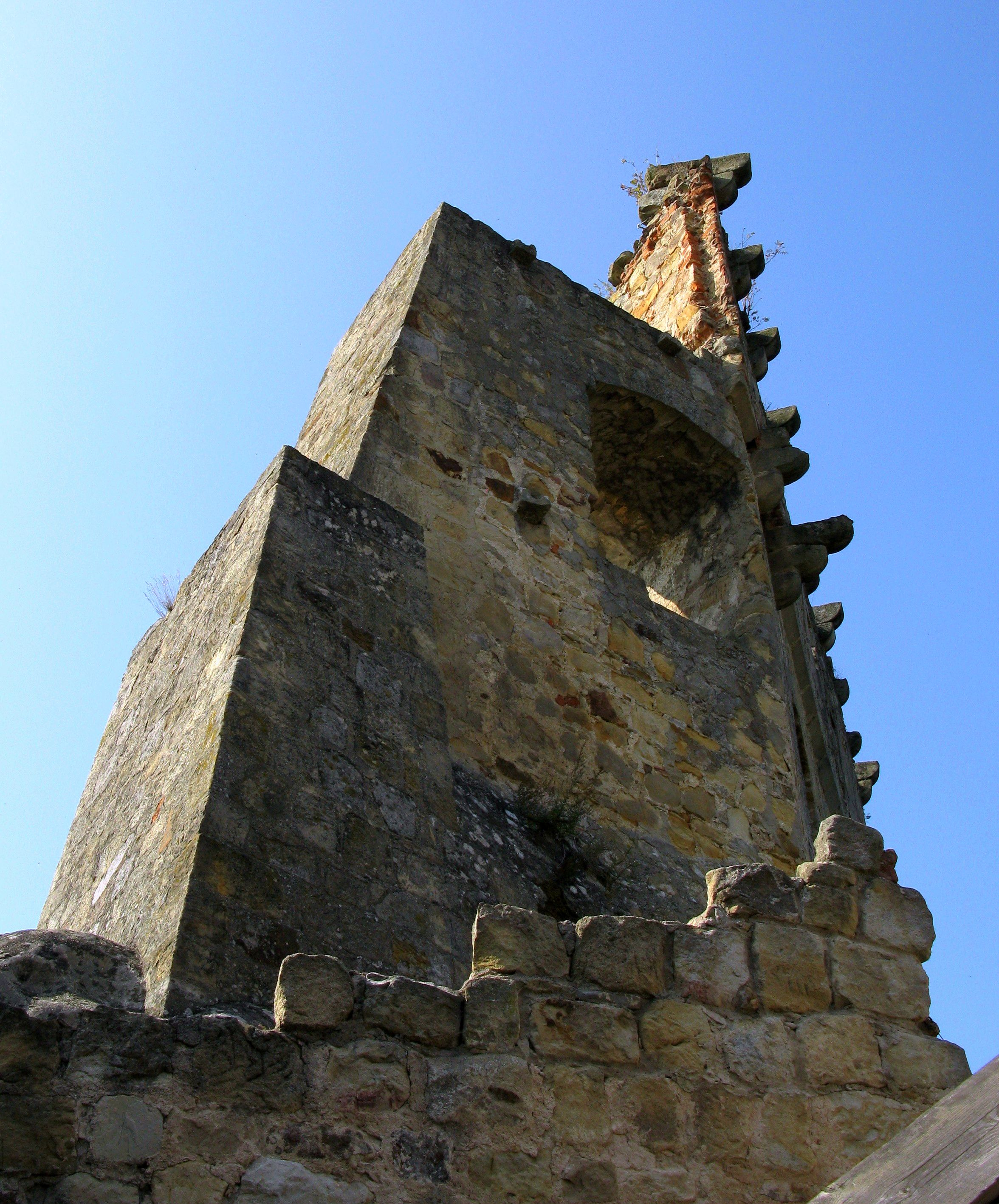
Замок Каменець

Події можуть відбуватися в селі наприкінці XVIII ст., на що вказують згадки Чашника про його колишню участь у Барській конфедерації (1768—1772) і, насамперед, характерні для сарматської культури типи героїв та їхня поведінка.

## Персонажі

### Головні
- Реєнт Мільчек — власник половини замку, затятий ворог Чашника, батько Вацлава.
- Чашник Мацей Раптусевич — мешканець іншої половини замку, ненавидить Реєнта, опікун і дядько Клари.
- Клара Раптусевичівна — племінниця Чашника, закохана у Вацлава.

### Другорядні
- Юзеф Папкін — збіднілий шляхтич на службі у Чашника, розраховує на шлюб з Кларою.
- Підстолина Ганна Чепєрсінська — вдова, Чашнік хоче одружитися з нею заради її грошей.
- Вацлав Мільчек — син Реєнта, закоханий у Клару.

### Епізодичні
- Диндальський — слуга і маршал Чашника, який написав листа до Вацлава від його імені.
- Перелка — шеф-кухар Чашника.
- Шмигальський — придворний Чашника.
- Муляри — наймані нотаріусами, яких змушували дати неправдиві свідчення про побиття.
- Пахолки та ін.
- Люди з каплиці.

## Сюжет

### Акт 1
У першій сцені Чашник Раптусевич обмірковує свої матримоніальні плани. Він хотів би одружитися з вдовою (після трьох чоловіків) Підстолиною, яка приїхала до замку як гостя Клари. Однак Чашник не знайомий з жінками і боїться припуститися помилки. Тому він викликає Папкіна, пихатого боягуза, блазня і хулігана, щоб той став посередником у сватанні, водночас підтримуючи від його імені зв'язок із сусідом Реєнтом Мільчеком, з яким у Чашника багаторічна сварка. Чашник жадібно претендує на майно Підстолиної, не підозрюючи, що вона сама шукає собі чоловіка, адже маєток лише тимчасово закріплений за нею. Натомість Папкін гострить зуби на племінницю Чашника, Клару. Хоча він і боїться Реєнта, але залежить від Чашника через старі справи, про які не згадується у п'єсі. Чашник влаштовує зустріч між Папкіним і Підстолиною. Підстолина легко здогадується про мету зустрічі і обіцяє дати згоду на шлюб із Чашником.
Раптом з'ясовується, що Реєнт наказав мулярам відремонтувати стіну, яка відділяє частину замку, що належить йому, від частини, що належить Чашнику. Чашник наказує Папкіну і слугам розігнати мулярів. Тим часом Вацлав і Клара у саду запевняють одне одного у взаємному коханні. Вацлав готовий «викрасти» Клару, щоб одружитися з нею, але дівчина відмовляється.
Наступна сцена показує звільнення каменярів. Чашник і Реєнт спостерігають за цим зі своїх вікон. Папкін вступає в дію лише тоді, коли каменярів проганяють. Він виголошує монолог на свою честь. З'являється Вацлав, який представляється писарем Реєнта і добровільно себе видає.

### Акт 2
Папкін дарує полоненого Чашнику як результат своєї хоробрості, сподіваючись, що в нагороду Чашник дасть згоду на його одруження з Кларою. Однак Чашник добре знає Папкіна. Вацлав намагається переконати Чашника помиритися з Реєнтом, але Чашник упертий і висловлює це словами: «Ще сонце не зійшло! Вода в морі висохне, перш ніж ми домовимося!» і просить Вацлава йти додому. Вацлав не хоче йти — він хоче бути ближче до Клари, тому підкуповує Папкіна. Під час розмови з Кларою вони домовляються попросити Підстолину вплинути на Чашника. Коли Підстолина з'являється, з'ясовується, що вона колишня коханка Вацлава, яку він обдурив, прикинувшись князем. Однак Підстолина хоче розірвати заручини з Чашником — вона віддає перевагу Вацлаву.
У наступній сцені Папкін освідчується Кларі в коханні. Вона вимагає від нього доказів любові — витримати мовчки півроку, рік на хлібі та воді, а також принести крокодила. Після її відходу Папкін виголошує комічний монолог, не розуміючи, що Клара з нього сміється.
З'являється Чашник, задоволений тим, що Підстолина прийняла його заручини, але розлючений на Реєнта через стіну. Він хоче викликати його на поєдинок і посилає до нього Папкіна як секунданта.

### Акт 3
Реєнт Мільчек готує позов проти Чашника. Він вибиває свідчення з мулярів, які постраждали в бійці, сильно перекручуючи їх на свою користь, при цьому відмовляючись їм платити. Пізніше до нього приходить Вацлав і просить дозволу одружитися з Кларою. Однак Реєнт хоче, щоб він одружився з Підстолиною. Що ще гірше, виявляється, що на зло Чашнику і засліплений жадібністю, Реєнт запропонував Підстолиній контракт, за яким Вацлав повинен з нею одружитися. За можливе розірвання контракту той, хто його розірве, заплатить 100 000.
Папкін з'являється з листом від Чашника, який викликає Реєнта на поєдинок. Спочатку Папкін боїться, але, бачачи, що Реєнт вдає, ніби поступається, стає дедалі зарозумілішим. Нарешті Мільчек погрожує викинути його з вікна і ставить біля дверей чотирьох поплічників. Тепер Папкіна охоплює паніка. Він ледве встигає передати лист від Чашника. До кімнати вбігає Підстолина з підписаним контрактом. Папкін дізнається, що Підстолина підмовила Чашника. Зрештою, слуги скидають Папкіна зі сходів.

### Акт 4
Чашник обговорює справи, пов'язані з його одруженням з Підстолиною та поєдинком з Реєнтом. Приходить Папкін. Спочатку під час зустрічі з Реєнтом він демонструє свою нібито хоробрість. Коли він згадує про вино, яке подав Реєнт, Чашник припускає, що воно, ймовірно, було отруєне. Папкін повертає листа, в якому Реєнт повідомляє йому про рішення Підстолиної. Чашник розлючений і вирішує помститися. Після його від'їзду Папкін, переконаний, що його отруїли, пише заповіт. Він віддає англійську гітару і закладену «рідкісну колекцію метеликів» Кларі, а шаблю Артемізи — тому, хто встановить пам'ятник на його могилі. У своєму заповіті він також просить не сплачувати його борги.
Повертається Чашник. Він вирішує переманити Вацлава до себе. Він диктує своєму секретареві Диндальському листа, який має виглядати як лист від Клари. Однак йому не вдається написати його переконливо і він посилає до Вацлава слугу.
Приходить спокушений Вацлав, якого зупиняє Чашник. Чашник повідомляє йому, що у нього є вибір — або підземелля в замку, або весілля з Кларою. Закохані здивовані, але, звичайно, погоджуються. У каплиці на них уже чекає священик.
До Чашника приходить Реєнт — він чекав на Раптусевича на призначеному місці для поєдинку, але Чашник не з'явився. Дізнавшись про весілля сина, він розлючений. Ситуацію прояснює Підстолина, заявляючи, що все її майно було переписане на Клару, яка повинна була отримати його в день весілля. Отже, вона залишилася б без копійки, якби не домовленість з Реєнтом. Однак щаслива і збагачена Клара обіцяє заплатити 100 000 зі свого майна. Почувши це, Реєнт і Чашник нарешті погоджуються. Щасливий кінець цієї комедії, таким чином, дещо цинічний.

## Екранізації
Комедія Фредро двічі була екранізована:
- «Земста» 1956 року реж Антонія Богдзевича та Богдана Корженєвського.
- «Земста» 2002 року режисер Анджей Вайда.

## Телетеатр
У Телетеатрі «Земста» ставилася чотири рази:
- 1960 рік — режисер Єжи Кречмар
- 1972 рік — режисер Ян Свідерський[4]
- 1994 рік — режисерка Ольга Ліпінська[5][6]
- 2020 рік — режисер Редбад Клинстра-Комарницький[7]